# Flores-Höhlenratte
Die Flores-Höhlenratte (Spelaeomys florensis) ist eine ausgestorbene Nagetierart aus der Gruppe der Altweltmäuse (Murinae). 
Von diesem Nagetier wurden Schädel- und Kieferteile gefunden, die von mindestens 32 Individuen stammten. In ihrem Bau und ihren Ausmaßen gleichen die Funde den Flores-Riesenratten (Papagomys), unterscheiden sich aber im Bau der Molaren. 
Möglicherweise lebten die Flores-Höhlenratten teilweise auf Bäumen und ernährten sich von Knospen, Blüten und Insekten.
Die Funde wurden in einer Höhle auf der indonesischen Insel Flores entdeckt und auf ein Alter von rund 3550 Jahre datiert. Über die Ursachen und den Zeitpunkt des Aussterbens der Art ist nichts Genaues bekannt.